# Strajk szkolny w Kielcach (1905)
Strajk szkolny w Kielcach – zorganizowane 3 lutego 1905 wystąpienie młodzieży kieleckich gimnazjów: męskiego i żeńskiego. Uczniowie sprzeciwili się rusyfikacji i zażądali m.in. wprowadzenia języka polskiego jako wykładowego. Należący do najlepiej przeprowadzonych w Królestwie Polskim strajk, doprowadził do wydalenia ze szkół wielu osób. Podjęły one naukę na tajnych kompletach, prowadząc dalszą działalność protestacyjną. Polegała ona na organizowaniu demonstracji oraz wymierzeniu represji łamistrajkom.

## Wystąpienie 3 lutego 1905
Pierwsze wystąpienia uczniów Męskiego Gimnazjum Rządowego w Kielcach przeciwko zrusyfikowanej szkole miały miejsce już pod koniec 1903 roku. W protestach uczestniczyli wówczas m.in. Eugeniusz Górkiewicz, Mieczysław Koczanowicz (junior), Edmund Massalski, Antoni Rybarski, Zygmunt Rzędowski, Felicjan Sławoj Składkowski, Jan i Tomasz Szperlowie, Robert Taylor, Kazimierz Tymieniecki i Kazimierz Warcholski.
Kielecki strajk w roku 1905 zapoczątkowały informacje, które delegaci z Warszawy przywieźli do Kielc 30 stycznia. Poinformowali oni, że strajk rozpoczęły tamtejsze uniwersytet oraz politechnika, a organizacje warszawskie wezwały uczniów wszystkich szkół średnich do rozpoczęcia protestu w dniu 3 lutego. Funkcjonujące w Kielcach kółka młodzieży postępowej i narodowej zorganizowały w piwnicy domu Saskich przy Rynku zebranie, na którym wybrano komitet strajkowy. Współprzewodniczącymi zostali Mieczysław Koczanowicz (kółko narodowe) i Władysław Szanser (kółko postępowe). W skład komitetu weszło nadto dwoje dziewcząt z gimnazjum żeńskiego – Ewa Górkiewicz i Sabina Gołuchowska. Kierownictwo pozostawało również w kontakcie z lokalnymi strukturami Polskiej Partii Socjalistycznej (głównie ze Stanisławem Gruszczyńskim) i Ligi Narodowej. W trakcie pierwszego posiedzenia sporządzono petycję, którą zamierzano wręczyć dyrektorowi gimnazjum męskiego. Uczniowie żądali w niej wprowadzania języka polskiego jako wykładowego i uczynienia go, obok historii Polski, najważniejszym przedmiotem. Nadto przygotowano odezwę do pozostałych uczniów, którą na hektografie odbili Stanisław i Barbara Kossuthowie. Dziewczęta z gimnazjum żeńskiego zorganizowały osobne zebrania, aby ustalić szczegóły strajku w swojej szkole. Własny komitet powołali także młodzi Żydzi.
Uczniowie gimnazjum męskiego rozpoczęli strajk 3 lutego o godz. 10, po zakończeniu pierwszej lekcji. Na korytarzu tłum otoczył dyrektora Edwarda Michalewicza, któremu uczeń siódmej klasy Włodzimierz Sienkiewicz wręczył przygotowaną wcześniej petycję. Chłopcy wznosili okrzyki: „Żądamy polskich wykładów, żądamy Polaków profesorów, niech żyje polska szkoła”, następnie w większości opuścili budynek. Spośród 465 uczniów, uczęszczających do kieleckiej szkoły, w salach lekcyjnych pozostało jedynie 48 osób, które w większości były narodowości rosyjskiej. Tego samego dnia strajk rozpoczęły również dziewczęta w gimnazjum żeńskim. Z raportu, który gubernator kielecki Borys Ozierow przygotował dla generał-gubernatora warszawskiego Gieorgija Skałona, wynika, że uczennice starszych klas zgromadziły się w sali rekreacyjnej, wznosząc okrzyki: „Pana inspektora, pana inspektora!”. W zamieszaniu Janina Łojkówna wsunęła do kieszeni munduru inspektora petycję. Następnie dziewczęta skierowały się do wyjścia, które personel rosyjski zaryglował. Przybyła na miejsce grupa ok. 50 chłopców z gimnazjum męskiego wyważyła drzwi, uwalniając koleżanki. Te w większości, możliwie jak najszybciej, udały się do domów.
Solidarność z uczniami wyrazili również kieleccy robotnicy i rzemieślnicy, którzy 3 lutego o godz. 10 przerwali pracę i wyszli na ulice. „Gazeta Kielecka” zamieściła później nieprawdziwą informację, jakoby przerwanie nauki w szkołach nastąpiło wskutek zarządzenia kuratora.

## Reakcje władz
Jeszcze 3 lutego odbyło się posiedzenie rady pedagogicznej gimnazjum żeńskiego, po którym inspektor usunął ze szkoły 71 dziewcząt, a dwóm uczennicom klasy siódmej, Sabinie Gołuchowskiej i Aleksandrze Andrzejewskiej, wręczył tzw. wilczy bilet, który nie pozwalał kontynuować im nauki w szkołach znajdujących się na obszarze warszawskiego okręgu naukowego. Dwa dni później władze gimnazjum męskiego sporządziły listę uczniów z klas od trzeciej do ósmej, którzy brali udział w strajku. 228 osób, które nań się znalazły, zostało usuniętych ze szkoły. Dyrektor Edward Michalewicz własnoręcznie wypisywał na świadectwach relegowanych uczniów formułę: „Za udział w manifestacji politycznej i podanie petycji”.
Przerwa w zajęciach lekcyjnych trwała ponad dwa tygodnie, do 20 lutego. Rodzice dzieci otrzymali zawiadomienia, że uczniowie, którzy nie pojawią się w szkole, zostaną z niej relegowani. Pomimo tej groźby w dniu rozpoczęcia nauki w gimnazjum męskim pojawiło się jedynie 40 uczniów. Do pracy nie stawili się również polscy nauczyciele – Ignacy Badowski i Jan Kreczmar, którzy zostali z tego powodu wydaleni ze szkoły. Do gimnazjum żeńskiego przybyło na pierwsze lekcje po przerwie 148 uczennic z planowanych 251.
W wyniku strajku władze wyraziły zgodę na nauczanie języka polskiego po polsku i posługiwanie się nim w czasie przerw. Zniesiono również zasadę numerus clausus, która ograniczała do 10% liczbę żydowskich dzieci przyjmowanych do gimnazjum.

## Kontynuacja strajku
Uczniowie, którzy podjęli decyzję o kontynuowaniu strajku, pikietowali w okolicach szkoły i zawracali te osoby, których rodzice zmuszali do przychodzenia na lekcje. Gubernator kielecki Borys Ozierow w raporcie z 4 marca 1905 roku wyraźnie zaznaczył, że w mieście istnieje zorganizowana akcja przeciw łamistrajkom. Po pewnym czasie strajkujący rozszerzyli stosowane przez siebie represje. W mieszkaniach rodziców, którzy posyłali swoje dzieci do szkoły, wybijali szyby i wrzucali przez okna wydzielające nieprzyjemny zapach środki chemiczne. W celu dalszego kształcenia strajkujący utworzyli tajne komplety, które prowadzili polscy nauczyciele. Zorganizowany w tym celu w maju wiec w lesie pod szczytem Telegrafem został rozproszony przez żandarmerię. Do matury w 1905 roku przystąpiło w gimnazjum męskim zaledwie czterech uczniów, natomiast w gimnazjum żeńskim – jedynie siedem Rosjanek.
Sprzeciw wobec rusyfikacji uczniowie kieleccy wyrażali również w następnym roku szkolnym. 23 października 1905 roku tłum demonstrującej młodzieży wtargnął do budynku gimnazjum męskiego, co spowodowało kilkudniową przerwę w zajęciach. Na przełomie października i listopada ponownie doszło do „ataku” na gimnazjum, w którym wybito kilka szyb i usunięto siłą personel. Wydarzenia te doprowadziły do kolejnego odpływu uczniów ze szkoły, niemniej jednak nie przerwano nauczania, bowiem decyzją naczelnika kieleckiej Dyrekcji Szkolnej zajęcia miały odbywać się bez względu na liczbę uczęszczającej nań młodzieży.

## Upamiętnienie
W 28. rocznicę strajku (1933) na korytarzu pierwszego piętra budynku gimnazjum, noszącego wówczas imię Mikołaja Reja, odsłonięto tablicę pamiątkową, wykonaną z tzw. marmuru chęcińskiego. Znalazł się na niej napis: „W tem miejscu dn. 3 II 1905 r. młodzież rzuciła hasło walki o szkołę polską i opuściła mury gimnazjum rosyjskiego. Ku pamięci tego czynu fundują tablicę uczestnicy walki i uczniowie Gimnazjum im. M. Reja. 3 II 1933 r.”. W latach 1962–1965, kiedy gmach przystosowywano dla potrzeb Muzeum Stefana Żeromskiego, tablica została wyniesiona do kotłowni. Na swoim miejscu została ponownie zamontowana 3 lutego 1996.

## Literatura dodatkowa
- B. Szabat, Walka o szkołę polską w okresie rewolucji 1905–1907 w guberni kieleckiej, wyd. 2 popr. i uzup., Kielce 2001.